# Abyssochrysoidea
Super-famille
Les Abyssochrysoidea sont une super-famille de mollusques prosobranches de la classe des gastéropodes, à la position taxinomique encore peu claire.

## Liste des familles
Selon World Register of Marine Species (21 juin 2020) :
- famille Abyssochrysidae Tomlin, 1927
- famille Hokkaidoconchidae Kaim, R. G. Jenkins & Warén, 2008 †
- famille Provannidae Warén & Ponder, 1991
- Abyssochrysoidea non assignés